# EF-2001

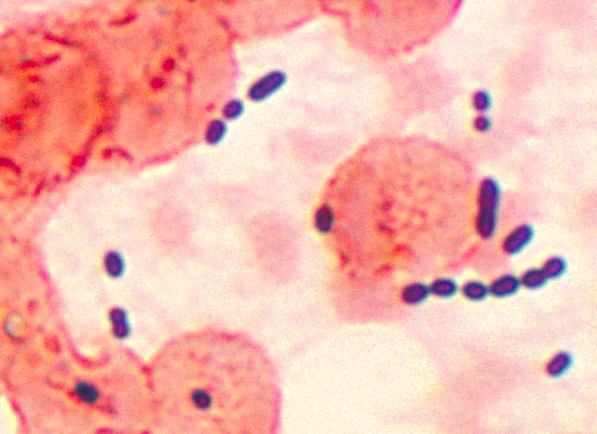

EF-2001은 EF-2001주 (Enterococcus faecalis EF-2001)의 유산균의 이름이다.
일본 베름(NIHON BERUMU)주식회사의 BRM 연구소 (東京都、国分寺市；도쿄도 고쿠분지시)에 의해, 보존성을 높이는 처리를 한 유산구균체 〈BRM 함유 유산구균 EF-2001(특허. 제 3151442호)〉가 개발되었다.
2001년 8월 네델란드에서 개최된 국제 미생물 학회에서의 논문 발표에 의하면 〈각종 유산균의 면역활성능력 비교〉에서 무엇보다 면역 활성 능력이 높은 유산균이라는 것이 증명되었다.
이 면역력을 높이는 유효성분은 균체 성분과 관련있어 사균체로 안정화하여 다량 섭취하는 것이 효과적이다.
한국에서는 2015년 1월 22일 자로 식품업계 최초로 “고도기술수반사업”에 선정되었으며 '조단위 유산균 배양기술(그램당 7조 5천억 배양)', 'Enterococcus faecalis EF-2001 원균(균종) 도입'의 내용으로 고도기술을 인정받았다. 그램 당 7조 5천억 균체는 세계에서 가장 높은 함량이다.

## 생리활성
현재까지 학회 및 논문으로 발표된 EF-2001 열처리 유산균 사균체의 생리활성에는
- 정장작용
- 항알레르기
- 면역조절
- 태아기형발생 억제
- 항당뇨
- 혈압상승 억제
- 방사선 방호
- 항종양
- 항암치료시의 온열치료 효과 증강
- 항암치료시의 방사선치료 부작용 억제

등이 확인되어 발표 및 게재되었다.
2016년에는 아토피질환 개선 효능에 관련하여 다음과 같은 논문이 게재되었다.
-Nutrients(IF:3.759),8(3):146
Heat-Killed Enterococus faecalis EF-2001 Ameliorates Atopic Dermatitis in a Murine Model
-Food Science and Biotechnology(IF;0.699),25(4),1087-1093
Effect of Enterococcus faecalis EF-2001 onexperimentally induced atopiceczema in mice
60kg 성인기준 1조 개(원료 약 134mg)이상 섭취 시에 아토피질환의 개선효과가 나타났다.
-비만세포 억제를 통한 히스타민 발현 억제
-염증성 사이토카인의 억제
등이 주요한 기작이다.

## 제조 및 관련 정보
한국에서는 2015년 1월 22일 자로 한국 식품업계 최초로 기획재정부로부터 "고도기술수반사업"에 선정되었으며
- 조단위 유산균 배양기술 (그램 당 7조 5천억 균 배양)
- Enterococus faecalis EF-2001 원균(균종) 도입
의 내용으로 고도기술 인증을 받았다.
그램 당 7조 5천억 균체는 세계에서 가장 높은 유산균체 함량이다.
현재는 대한민국 원주시 문막 반계산업단지에 최초의 유산균 사균체 연구소와 생산공장이 설립되어 있다.
한국내에서는 유유제약, 비락, 한미헬스케어, 풀무원, 웅진식품 등의 30 여 가지 제품에 식품,사료,화장품 등의 원료로 사용되고 있다.
2017년에는 중소벤처기업부와 한국산업기술진흥원의 “지역특화산업육성사업(R&D, R0006434)”으로 선정되어
"유산균 사균체 EF-2001을 활용한 근육감소 예방및 개선 노인성 웰니스 식품개발"하고있으며 연구결과로
"엔테로코커스 패칼리스, 이의 배양액 또는 이의 사균체를 유효성분으로 함유하는 근육감퇴, 약화 및 근위축 예방, 개선 또는 치료용 약학 조성물, 식품 조성물 및 식품첨가제"
(등록번호 10-1800632)로 국내특허 등록 및 국제특허출원 성과를 거두었다.

## 가열가공함으로써 생기는 특성
1. 순균체 회수로 소량으로 많은 균수를 섭취가능함.
2. 살아있는 균이 아니므로 내열성 및 내산성이 강함.
3. 새로운 유산이 생성되지 않으므로 품질이 안정.
4. 산미가 전혀 없으므로 맛에 영향을 주지 않음.

## 관련 문헌
- 면역 유산균으로 예방하는 암 · 생활습관병
  - 저자: 쇼우난 예방 의과학연구소소장, 도쿄수산대학교수, 사이쥬카이(斎寿会)회생병원고문, 야자와 이치로
  - 출판사 : 현대서림
  - 서적정보:ISBN 4-7745-0379-7
  - 발행일:2001년 8월
- 백혈구와 건강
  - 저자: 테이쿄대학 약학부 교수, 약학박사. 야마자키 마사토시(山崎正利)
- 유산생산균과 건강
  - 저자: 도쿄대학 명예교수, 농학박사, 미츠오카 토모타리(光岡知足)
  - 저자: 테이쿄대학 약학부 교수, 약학박사, 야마자키 마사토시(山崎正利)
- Nutrients, 8(3):146
  - Heat-Killed Enterococus faecalis EF-2001 Ameliorates Atopic Dermatitis in a Murine Model (2016)
- Food Science and Biotechnology, 25(4), 1087-1093
  - Effect of Enterococcus faecalis EF-2001 on experimentally induced atopic eczema in mice (2016)